# 퀴닌
퀴닌(quinine)은 해열·진통·말라리아 예방 등의 효과가 있는 알칼로이드이다.
퀴닌 합성 약물인 퀴나크린, 클로로퀸, 프리마퀸 등으로 대체될 때까지 말라리아에 대한 주요 처방약이었다. 퀴닌은 말라리아 기생충의 헤모글로빈 섭취를 막는 작용을 하는 것으로 알려져 있다.
퀴닌은 키나나무속(Quinine tree) 나무껍질에서 추출할 수 있는데, 1820년 프랑스 연구자 Pierre Joseph Pelletier와 Joseph Caventou에 의해서 처음 추출되었다. ‘퀴닌’이란 이름은 케추아어로 그 껍질을 ‘나무껍질 중의 나무껍질’이라는 뜻의 ‘퀴나퀴나’라고 부르는 데에서 비롯되었다.

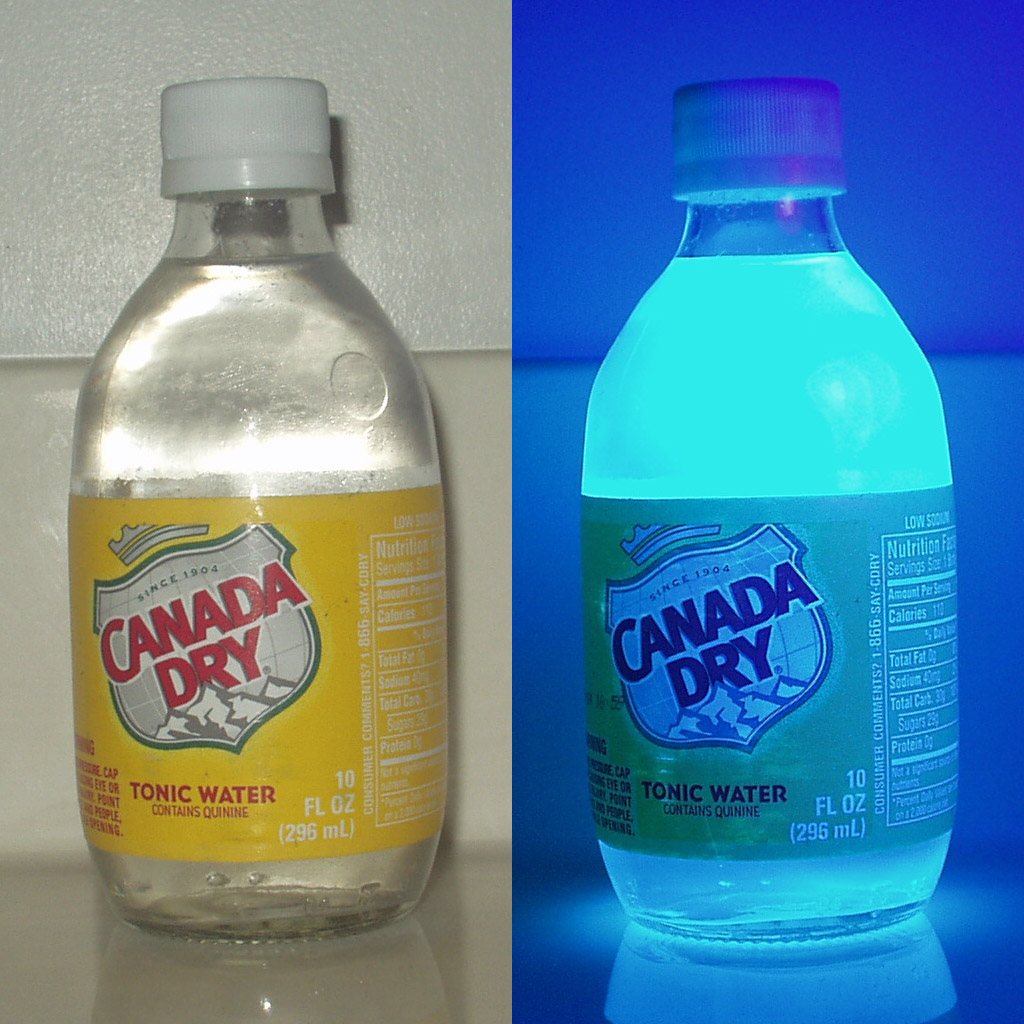
퀴닌은 토닉워터의 주 성분으로, 자외선을 받으면 형광빛을 낸다.

토닉워터의 주 성분인 퀴닌이 만들어내는 쓴맛은 영국령 인도에서 칵테일인 진 토닉이 유행하게 만들었다.
과량의 퀴닌을 섭취할 경우 급성 폐수종을 일으켜 사망할 수 있다. 또한 임산부가 섭취했을 경우 기형아(특히 청각장애)가 생길 수 있으며 과량 섭취할 경우 유산할 수 있다. 미국 식약청은 토닉워터의 퀴닌 함유량을 83 ppm으로 제한하고 있다.

## 효능과 부작용
퀴닌은 말라리아 예방을 위해 사용되었다. 말라리아 원충은 모기의 흡혈 과정에서 사람의 몸 속으로 침투하며 간에서 성장한 뒤 혈관을 타고 다니면서 적혈구의 헤모글로빈을 파괴하고 발열을 일으킨다. 퀴닌은 말라리아 원충이 헤모글로빈 파괴를 방해하여 말라리아 증상 발현을 막는다. 퀴닌은 말라리아 치료에 특효를 보였지만 키나 나무의 남벌로 생약 확보가 어려워 지자 대체 화학물이 개발되어 오늘날 말라리아 치료제는 화학 공정을 통해 인공적으로 생성되는 퀴나크린 등이 쓰인다. 퀴닌과 화학 구조가 비슷한 합성 약물은 대체 "퀸"과 같은 이름을 달고 있다.
다른 생물들의 경우와 같이 말라리아 원충 역시 퀴닌에 대해 적응하여 약물 저항성을 보인다. 중국의 과학자 투유유는 퀴닌 계열 항말라리아제를 대체할 새로운 약물인 아르테미시닌를 추출하는데 성공하여 노벨 의학상을 수상하였다. 그러나 말라리아 원충은 자주 노출되는 약물에 대해 저항성을 지니게 되므로 현대 합성 약물인 클로로퀸 등에도 내성을 보이는 추세이고, 투유유가 추출한 아르테미시닌의 경우 효과 유지 기간이 짧아 단독으로 투약하기는 어려운 사정이 있다. 이 때문에 퀴닌은 오늘날에도 여전히 다른 약물과 함께 투약되고 있다. 또한 퀴닌은 야간근육경련이나 하지불안증후군의 치료에도 사용된다.
퀴닌의 대표적 부작용은 망막 손상이다. 성인 기준 하루 권장 용량은 2 g으로 4g 정도면 전신 독성을 보이고 8g 이상은 치명적이다. 퀴닌은 세포의 원형질에 독성이 작용하여 이 외에도 두통, 청력의 약화, 심장 박동이 빨라지는 현상 등을 보이고 정자 생성을 방해한다.

## 역사
퀴닌은 페루, 볼리비아, 에콰도르의 선주민인 케추아족이 몸의 떨림을 막기 위해 근육 이완제 용도로 사용해왔다. 케추아족은 기나나무의 껍질을 갈아서 단 물에 섞어다가 껍질의 쓴 맛을 상쇄하여 마셨으며 이는 토닉 워터의 시초이기도 하다.
스페인의 예수회 선교사들이 기나나무를 유럽에 처음으로 도입했다. 스페인에서는 케추아족이 기나나무를 사용하는 양태를 유심히 관찰했으며 1570년대 혹은 그 이전부터 기나나무 껍질의 의학적 특성을 알고 있었다. 니콜라스 모나르데스(1571년)와 후안 프라고소(1572년) 모두 한 나무의 의학적 효능에 대해 설명했는데 이 설명을 연구한 결과 기나나무에 대해 묘사한 것이었으며 둘이 나무껍질을 설사 치료용 음료로 만드는 데 사용했다고 말했다. 최소한 17세기 초까진 유럽인들이 퀴닌을 정제하거나 추출하지 않은 형태로 사용했다.
스페인의 친촌 백작이 유럽으로 퀴닌을 가져온 방법에 대한 이야기가 널리 퍼졌는데, 이는 1941년 의학사학자 알레그 헤기스가 틀렸음을 밝혀냈다. 17세기 동안 말라리아는 로마 주변에 있던 늪과 습지에 널리 퍼져 있던 풍토병이었다. 말라리아로 여러 교황과 추기경, 수많은 로마 시민들이 사망했다. 로마에서 교육을 받은 대다수의 가톨릭 사제는 말라리아 환자를 많이 봐왔고 말라리아 열병으로 나타나는 떨림(shivering) 증상을 잘 알고 있었다.
예수회 교도이자 리마(현재 페루 지역)에 살았던 훈련받은 약제사인 아고스티노 살룸브리노는 케추아인이 기나나무의 나무껍질을 이용해서 오한과 떨림을 치료하는 모습을 봤다. 오한으로 발생하는 떨림 증상을 줄이는 효과와 말라리아를 치료하는 효과는 서로 관련이 없었지만, 우연히도 말라리아 치료에 효과를 보았다. 살룸브리노는 말라리아 치료제 테스트를 위해 소량의 나무껍질을 로마로 보냈다. 그 후 몇 년간 예수회 껍질이나 페루 나무껍질로 알려진 기나나무의 껍질은 페루에서 유럽으로 운송되는 가장 귀중한 상품 중 하나가 되었다. 
남아메리카를 식민화한 스페인인들은 기나나무 껍질 무역을 시작하여 독점했다. '껍질 노동자'라는 뜻의 카스카리예로스(Cascarilleros)가 숲에서 조를 이뤄 일했다. 그들은 기나나무를 찾으면 줄기를 덮은 넝쿨을 뜯어내고 아무 가치가 없는 딱딱한 겉껍질을 벗긴 뒤에 나무를 벌목했다. 나무가 쓰러지면 카스카리예로스들은 약효가 있는 속껍질을 자르고 벗겨낸 뒤에 운반용의 큼지막한 꾸러미로 포장했다. 스페인인들은 기나나무 껍질 무역을 통제하여 말라리아가 창궐하던 유럽과 그 밖의 식민지에 보냈다. 17세기 말에는 찰스 2세가 퀴닌으로 말라리아를 치료하면서 런던에서도 큰 인기를 끌었다.
스페인이 17세기에 기나나무 껍질을 수출하기 시작한 뒤로 식민지 팽창이 계속되면서 수요가 급증했다. 이 때문에 남아메리카의 야생 기나나무 개체 수가 급감했다. 기나나무 껍질의 소성과 크나큰 가치에 눈독 들인 영국, 프랑스, 네덜란드의 식물학자들은 결국 기나나무 씨앗을 찾아내어 유럽으로 밀반입 했다. 유럽의 원예가들은 아시아 식민지, 특히 19세기 자바섬에 대농장을 건설했다. 화학자들은 활성 성분인 퀴닌을 분리하고 추출 공정을 완성했다. 농장과 공장은 산업화된 공급 사슬을 지탱하는 토대였다. 20세기 초가 되었을 때 기나나무 퀴닌 전 세계 교역량의 90퍼센트가 아시아의 네덜란드 식민지 농장에서 생산되었다. 1880년에는 300만 킬로그램 가까운 기나나무 껍질이 자바섬에서 유럽으로 운송되었다. 하지만 가격이 들쭉날쭉하여 많은 기나나무 농민들이 파산하자 1913년에 생산자, 가공업자, 바이어가 퀴닌 협정을 맺어 가격 하한선을 정했다. 세계 최초의 의약품 카르텔이었다.  퀴닌은 1940년대 다른 약물로 대체될 때까지 말라리아 예방약으로 광범위하게 사용되었다.
퀴닌을 말라리아 치료에 가장 효과적인 형태로 정제한 것은 1737년 샤를 마리 드 라 콩다민이 발견했다. 1820년 프랑스의 학자인 피에르조제프 펠티예와 조제프 볘네메 카방투가 처음으로 기나나무속, 특히 적기나나무의 나무껍질에서 퀴닌을 분리해냈고 나중에 분리해낸 물질에 이름을 붙였다. 퀴닌이라는 이름은 케추아어족에서 기나나무의 껍질을 가리키던 단어인 '퀴나'(quina), '퀴나퀴나'(quina-quina)에서 나온 단어로 "나무껍질" 혹은 "신성한 나무껍질"이라는 뜻을 가지고 있었다. 1820년대 이전에는 나무껍질을 말려서 고운 가루로 간 다음 와인과 같은 액체에 섞어 마셨다. 말라리아 예방약으로 퀴닌을 대규모로 사용하기 시작한 때는 1850년대 이후이다. 1853년 파울 브리퀴는 '퀴나퀴나'에 대한 문헌과 간략한 역사에 대해 처음으로 발표했다.
퀴닌은 유럽인이 아프리카를 식민지화하는데 중요한 역할을 했다. 아프리카가 '백인의 무덤'이라는 말에서 벗어나게 된 가장 큰 이유는 퀴닌의 말라리아 치료 효과 때문으로 알려져 있다. 역사학자 코너는 "식민지 정착민이 황금 해안, 나이지리아, 그 외 서아프리카의 여러 해안으로 몰려올 수 있었던 이유는 퀴닌의 효능 때문이었다."라고 말했다.
기나나무의 독점권을 유지하기 위해 페루와 주변 국가는 19세기 초부터 기나나무의 씨앗과 묘목 수출을 불법화하기 시작했다. 1865년 마누엘 잉크라 마마니는 특히 퀴닌 함량이 높은 식물에서 씨앗을 가져다가 찰스 레저에게 주었다. 레저는 이 씨앗을 자기 동생에게 보냈고, 동생은 네덜란드 정부에게 씨앗을 판매했다. 마마니는 1871년 종자 수집을 위한 여행 중 체포되었고 외국인에게 씨앗을 주었다는 이유로 심한 구타를 당하다가 얼마 있지 않아 사망했다.
19세기 후반 네덜란드인은 인도네시아의 농장에서 기나나무를 재배하기 시작했다. 곧이어 인도네시아가 기나나무의 주요 수출시장이 되었다. 1913년에는 가격과 생산량을 통제하는 기나나무 생산자 연합인 '기나국'을 수립했다. 1930년대까지 자와섬의 네덜란드 농장에서 전 세계 퀴닌 생산량의 97%인 2,200만 파운드의 기나나무 껍질을 생산했다. 미국은 기나국을 기소하러 시도했으나 실패했다.
제2차 세계 대전 기간에는 독일이 네덜란드를 점령하고, 뒤이어 일본이 네덜란드령 동인도 제도와 필리핀 자치령을 점령하면서 연합국으로 향하는 퀴닌 공급이 중단되었다. 미국은 필리핀에 있던 기나나무 씨앗 400만개를 확보해 코스타리카로 가져가 기나나무 생산을 시작했다. 또한 기나나무 임무 기간 동안 야생 기나나무의 나무껍질을 수확하기 시작했다. 하지만 이런 퀴닌 보급품은 너무 늦게 도착했다. 아프리카와 남태평양에서만 수만 명의 미군이 퀴닌 부족으로 인한 말라리아 감염으로 사망했다. 일본은 퀴닌 공급망을 통제했지만 일본군도 퀴닌을 제대로 사용하지 못했고, 서남태평양에서만 일본군 수천명이 말라리아 감염으로 사망했다. 한편 퀴닌은 제2차 세계 대전 종전 시기까지 말라리아 예방약으로 사용했다. 그 이후로는 클로로퀸같이 부작용이 더 적은 약을 예방약으로 사용하기 시작했다.

## 문화
퀴닌은 화학 물질로 전염병을 치료한 인류 최초의 성공사례이기도 하다.

### 토닉워터
키나 나무 등의 약초에서 추출한 액체에 탄산을 첨가해 마시기 쉬운 형태로 만든 제품이 바로 '토닉 워터'이다.

### 임신
20세기 대부분 동안 여성이 고의로 임신을 중단시키기 위해 과량의 퀴닌을 사용하는 것은 중국을 포함한 세계 여러 지역에서 비교적 흔한 낙태 방법이었다.

### 절단제
퀴닌은 때때로 코카인과 헤로인과 같은 길거리 마약 에서 절단제로 검출된다 .

### 금수물품을 몰래 영국으로[25]
모두 40종의 키나나무 중 약효가 있는 것은 12종이었다. 특히 해발 1,000~3,000 미터 높이의 안데스 고지에서 자라는 나무들이 최상품이었다. 하지만 씨앗은 스페인이 금지옥엽으로 관리하는 금수(禁輸) 품목이었다. 영국은 비밀리에 탐험가이자 지리학자인 클레멘츠 마크햄(Clements Markham)을 시켜 씨앗을 몰래 빼돌려 인도와 실론(스리랑카)에서 재배에 성공했지만 약효가 없는 키나나무인 것으로 밝혀진다. 반면에 네덜란드인들은 약효가 있는 키나나무를 자바섬에서 재배하는데 성공한다.

### 젖 떼기 용도[35]
한국에도 있던 학질(虐疾) 즉, 말라리아의 치료제로 썼지만 해열진통제로도 널리 쓰였다. 하지만 언제부턴가 젖먹이들 젖 떼기(離乳)에도 썼다. 쓴맛이 나는 키니네를 젖꼭지에 살짝 발라두면 모르고 입을 댄 젖먹이들은 깜짝 놀라 다시는 젖을 안물었다고 한다.

## 참고 문헌
- Schroeder-Lein G (2008). 《The encyclopedia of Civil War medicine》. Armonk, NY: Sharpe, Inc.
- Hobhouse H (2005) [1986]. 《Seeds of Change: Six Plants That Transformed Mankind》. Berkeley, CA: Counterpoint. ISBN 978-1-59376-049-6.
- Stockwell JR (October 1982). “Aeromedical considerations of malaria prophylaxis with mefloquine hydrochloride”. 《Aviation, Space, and Environmental Medicine》 53 (10): 1011–1013. PMID 6983345.
- Wolff RS, Wirtschafter D, Adkinson C (June 1997). “Ocular quinine toxicity treated with hyperbaric oxygen”. 《Undersea & Hyperbaric Medicine》 24 (2): 131–134. PMID 9171472. 2011년 8월 11일에 원본 문서에서 보존된 문서. 2008년 8월 13일에 확인함.
- Slater L (2009). 《War and disease : biomedical research on malaria in the twentieth century》. New Brunswick, NJ: Rutgers University Press.
- Lloyd HD (June 1884). “Lords of Industry”. 《The North American Review》 (University of Northern Iowa) 138 (331): 535–553. ISSN 0029-2397. JSTOR 25118388.
- World Health Organization (2015). 《Guidelines for the treatment of malaria, 3rd ed.》 3판. World Health Organization (WHO). hdl:10665/162441. ISBN 9789241549127.